# 8e division d'infanterie (États-Unis)
Pour les articles homonymes, voir 8e division.
La 8e Division d'Infanterie (DI) — en anglais 8th Infantry Division - était une division d'infanterie de l'armée de terre des États-Unis du XXe siècle. Cette division a été en service durant la Première Guerre mondiale, la Seconde Guerre mondiale et l'Opération Tempête du Désert. 
Au départ, activée en janvier 1918, l'unité n'a pas connu de bataille pendant la Première Guerre mondiale et est revenue aux États-Unis sans combattre. Activée de nouveau le 1er juillet 1940 comme faisant partie des forces militaires accumulées avant l'entrée des États-Unis dans le conflit de la Seconde Guerre mondiale, la 8e DI a vu son action étendue au Théâtre d'Opérations en Europe. Après la Seconde Guerre mondiale, la 8e DI a été transférée en Allemagne de l'Ouest, où elle est restée stationnée à la Caserne de  Rose à Bad Kreuznach jusqu'à ce qu'elle soit désactivée le 17 janvier 1992. 
De 1961 à 1967, elle intègre un bataillon d'artillerie de l'Armée luxembourgeoise.

## Première Guerre mondiale
- Activée en : janvier 1918
- Déployée en : novembre 1918
- Commandants : 
  - Col. Elmore F. Taggart (5 janvier 1918)
  - Col. G. L. Van Deusen (15 février 1918)
  - Brig. Gen. J. D. Leitch (25 février 1918)
  - Maj. Gen. J. F. Morrison (10 mars 1918)
  - Brig. Gen. J. D. Leitch (18 mars 1918)
  - Maj. Gen. William S. Graves (18 juillet 1918)
  - Brig. Gen. J. D. Leitch (4 août 1918)
  - Maj. Gen. W. S. Graves (11 août 1918)
  - Brig. Gen. J. D. Leitch (12 août 1918)
  - Maj. Gen. Eli A. Helmick (2 septembre 1918)
  - Brig. Gen. J. J. Bradley (20 novembre 1918)
  - Maj. Gen. Eli A. Helmick (26 novembre 1918)

La 8e division d'infanterie n'a participé à aucune bataille lors de la Première Guerre mondiale. Elle est retournée aux États-Unis et a été désactivée en janvier 1919.

## Seconde Guerre mondiale
- Activée : 1er juillet 1940
- Déployée : 5 décembre 1943
- Campagnes : 
  - Opération Overlord
  - Bataille de Normandie
  - Bataille des Haies
  - Opération Cobra
  - Bataille des Ardennes
  - Bataille de la forêt de Hürtgen
- Jours de combat : 266.
- Citations : 5
- Récompenses : Medal of Honor (Médaille d'honneur)  = 3 ; Distinguished Service Cross (États-Unis) = 33 ; Distinguished Service Medal (États-Unis) = 2 ; Silver Star (Étoile d'argent) = 768; LM = 12 ; DFC = 2 ; SM = 24 ; BSM = 2874 ; AM = 107.
- Commandants : 
  - Maj. Gen. Philip B. Peyton (juin 1940 - décembre 1940)
  - Maj. Gen. James P. Marley (décembre 1940 - février 1941)
  - Maj. Gen. William E. Shedd (février 1941)
  - Maj. Gen. Henry Terrell, Jr. (mars 1941)
  - Maj. Gen. James P. Marley (avril 1941 - juillet 1942)
  - Maj. Gen. Paul E. Peabody (août 1942 - janvier 1943)
  - Maj. Gen. William C. McMahon (février 1943 - juillet 1944)
  - Maj. Gen. Donald A. Stroh (juillet 1944 - décembre 1944)
  - Maj. Gen. William G. Weaver (décembre 1944 - février 1945)
  - Maj. Gen. Bryant E. Moore (février 1945 - novembre 1945)
  - Maj. Gen. William M. Miley (novembre 1945 jusqu'à la désactivation).
- Retour aux E.U. : 10 juillet 1945.
- Désactivée : 20 novembre 1945.

Le major général William C. McMahon a été relevé peu de temps après que la division fut arrivée en Normandie. Son remplaçant, le major général Donald A. Stroh a été relevé pendant la bataille de la forêt de Hürtgen ; La mort de son fils, pilote dans l'U.S.A.A.F., qui a été abattu au-dessus de la Bretagne, l'avait profondément affecté. Après un repos, le major général Stroh a repris le commandement d'une autre division.
- Unités rattachées :
  - 13e régiment d'infanterie
  - 28e régiment d'infanterie
  - 34e régiment d'infanterie
  - 121e régiment d'infanterie
  - 43 rd Field Artillery Battalion
  - 45th Field Artillery Battalion
  - 56th Field Artillery Battalion
  - 28th Field Artillery Battalion (155 mm)
  - 8th Signal Battalion
  - 708th Ordnance Company
  - 8th Quartermaster Company
  - 8th Reconnaissance Troop
  - 12th Engineer Battalion
  - 8th Medical Battalion
  - 8th Counter Intelligence Detachment

### Chronologie de combat

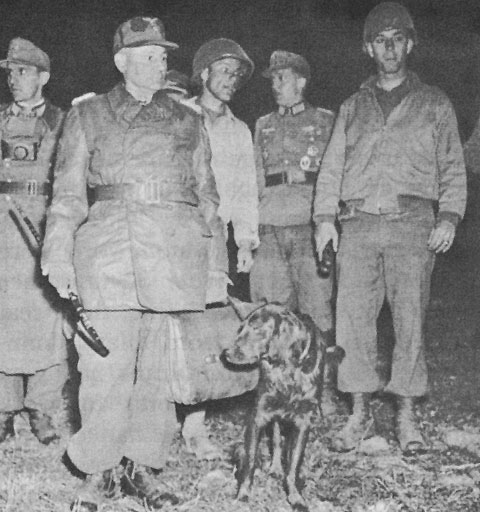
Les soldats de la 8e ayant capturé le général Ramcke.

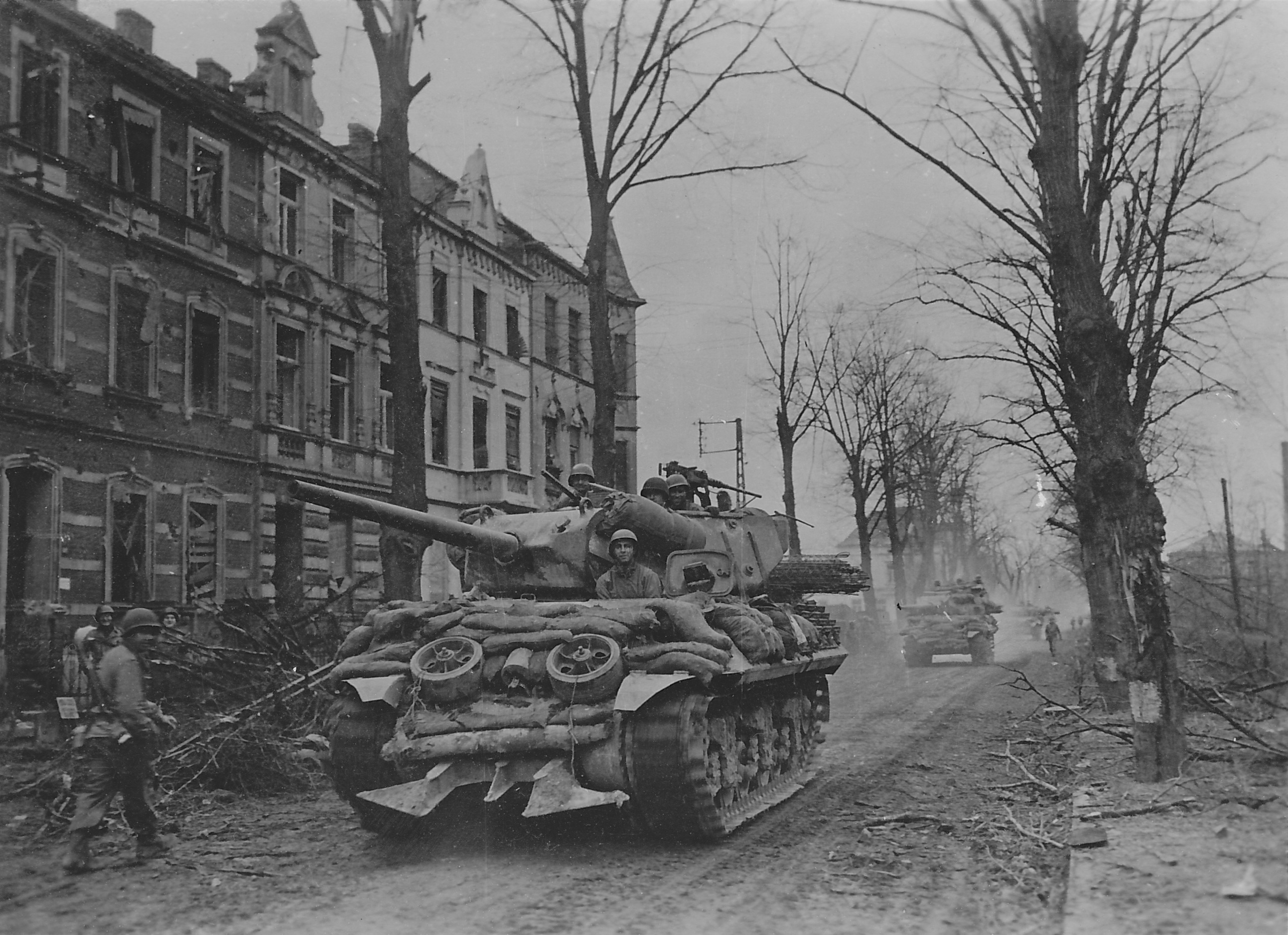
La 8e à Düren le 24 février 1945.

Pendant la Seconde Guerre mondiale, la 8e Division d'Infanterie a été envoyée en Europe. Après avoir subi un entraînement en Irlande du Nord, la 8e DI a débarqué sur la plage d'Utah Beach en Normandie, le 4 juillet 1944 et est entrée dans la bataille le 7 juillet. Lors de la Bataille des haies, elle a traversé le fleuve de l'Ay entre Lessay et Périers, le 26 juillet, puis a libéré la ville de Rennes le 4 août et celle de Brest en septembre. 
La Presqu'île de Crozon a été libérée le 19 septembre.
Après ces actions la 8e DI a traversé la France d'Ouest en Est et a été engagée au Luxembourg à la frontière allemande, a pris part à la Bataille de la forêt de Hürtgen le 20 novembre, puis a libéré Hürtgen le 28 et Brandebourg, le 3 décembre et a poussé jusqu'au bord de la rivière Roer qui a été traversée le 23 février 1945, Düren a été libéré le 25 et le Canal de Erft le 28 février. La 8e DI a atteint le Rhin, près de Rodenkirchen, le 7 mars et a maintenu ses positions le long du fleuve près de Cologne. Au début de mars 1945, la 8e DI avait avancé jusqu'en Rhénanie.
Le 6 avril 1945 la 8e DI a participé dans le Nord-Ouest à la destruction des forces ennemies dans la Poche de la Ruhr et le 17 sa mission était accomplie. Après avoir sécurisé la zone la 8e DI, sous le contrôle opérationnel de la Deuxième Armée britannique, a traversé l'Elbe, le 1er mai et a libéré Schwerin à la fin de la guerre en Europe.
Le 2 mai 1945, comme elle avançait vers le Nord de l'Allemagne, la 8e DI a rencontré le camp de concentration Neuengamme le camp d'extermination de Wöbbelin, près de la ville de Ludwigslust. Les SS avaient établi le camp de Wöbbelin au début de février 1945 pour loger les prisonniers des camps de concentration Nazis qui avaient été évacués  pour prévenir leur libération par les Alliés. À Wöbbelin il y avait environ 5 000 prisonniers, dont beaucoup souffraient d'inanition et de maladies. Les conditions hygiéniques du camp étaient déplorables, quand la 8e DI et la 82e Division Aéroportée sont arrivées. Il n'y avait que de petites quantités d'aliments ou d'eau et certains prisonniers avaient recouru au cannibalisme. Dans la semaine qui a suivi la libération, plus de 200 prisonniers sont morts. Dans ces circonstances, l'Armée Américaine a ordonné aux habitants de Ludwigslust de visiter le camp et d'enterrer les morts.
La 8e Division d'Infanterie a été reconnue comme une unité libératrice par le Centre d'Histoire Militaire de l'Armée américaine et du Musée du Mémorial Américain de l'Holocauste en 1988.

### Attributions dans le Théâtre des opérations en Europe
- Le 30 novembre 1943 : Rattachée à la Première Armée ;
- Le 24 décembre 1943 : XVe Corps ;
- Le 1er juillet 1944 : VIIIe Corps, rattachée à la Première Armée ;
- Le 1er août 1944 : VIIIe Corps, Troisième Armée, 12e Groupe d'armée ;
- Le 5 septembre 1944 : VIIIe Corps, Neuvième Armée, 12e Groupe d'armée ;
- Le 22 octobre 1944 : VIIIe Corps, Première Armée, 12e Groupe d'armée ;
- Le 19 novembre 1944 : Ve Corps ;
- Le 18 décembre 1944 : VIIe Corps ;
- Le 20 décembre 1944 : Rattachée, avec la totalité de la Première Armée, au 21e Groupe d'armées britannique ;
- Le 22 décembre 1944 : XIXe Corps, Neuvième Armée (rattaché au 21e Groupe d'armée britannique), 12e Groupe d'armée ;
- Le 3 février 1945 : VIIe Corps, Première Armée, 12e Groupe d'armée ;
- Le 2 avril 1945 : XVIIIe Corps (Abn).
- Le 26 avril 1945 : XVIIIe Corps (Abn), Neuvième Armée 12e Groupe d'armée, mais attaché pour les opérations à la Deuxième Armée britannique dans le 21e Groupe d'armée.

### Médailles d'honneur (Medal of Honor)
Trois soldats de la 8e Division d'Infanterie ont reçu la  Médaille d'honneur durant la Seconde Guerre mondiale.
- Private First Class Ernest Prussman du 13e régiment d'infanterie. Prussman a repris son équipe, le 8 septembre 1944, lors de l'avance sur Loscoat, près de Brest en Bretagne, plusieurs Allemands ont été désarmés, y compris un équipage de mitrailleuse. Abattu par un carabinier allemand, il était à terre quand il a déclenché une grenade à main qui a tué l'adversaire qui venait de lui tirer dessus. Sa médaille d'honneur lui a été décernée à titre posthume.
- Private First Class Walter C. Wetzel du 13e Régiment d'Infanterie. En tant que chef de file de l'équipe de la compagnie du régiment Anti-Tank, le PFC Wetzel a défendu son poste de commandement du peloton d'une attaque ennemie, le 3 avril 1945. Wetzel se jeta sur 1 ou 2 grenades ennemies jetées dans le PC. Sa médaille d'honneur lui a été décerné à titre posthume.
- Staff Sergeant John W. Minick de la Compagnie I du 121e Régiment d'Infanterie. Après que son bataillon fut arrêté par un champ de mines ennemi lors de son avance le 21 novembre 1944, lors de la bataille de Hurtgen, il a dirigé quatre hommes à travers l'obstacle, puis détruit avec succès un poste de mitrailleuses ennemies qui avait ouvert le feu sur son équipe. Seul, il a ensuite engagé toute une compagnie de soldats ennemis, tuant 20 hommes et en capturant 20 autres. Lors de la reprise de l'avance, il a tenté de traverser un autre champ de mines, mais il a marché sur une qui a explosé. Sa médaille d'honneur lui a été décernée à titre posthume.

## Après la Seconde Guerre mondiale

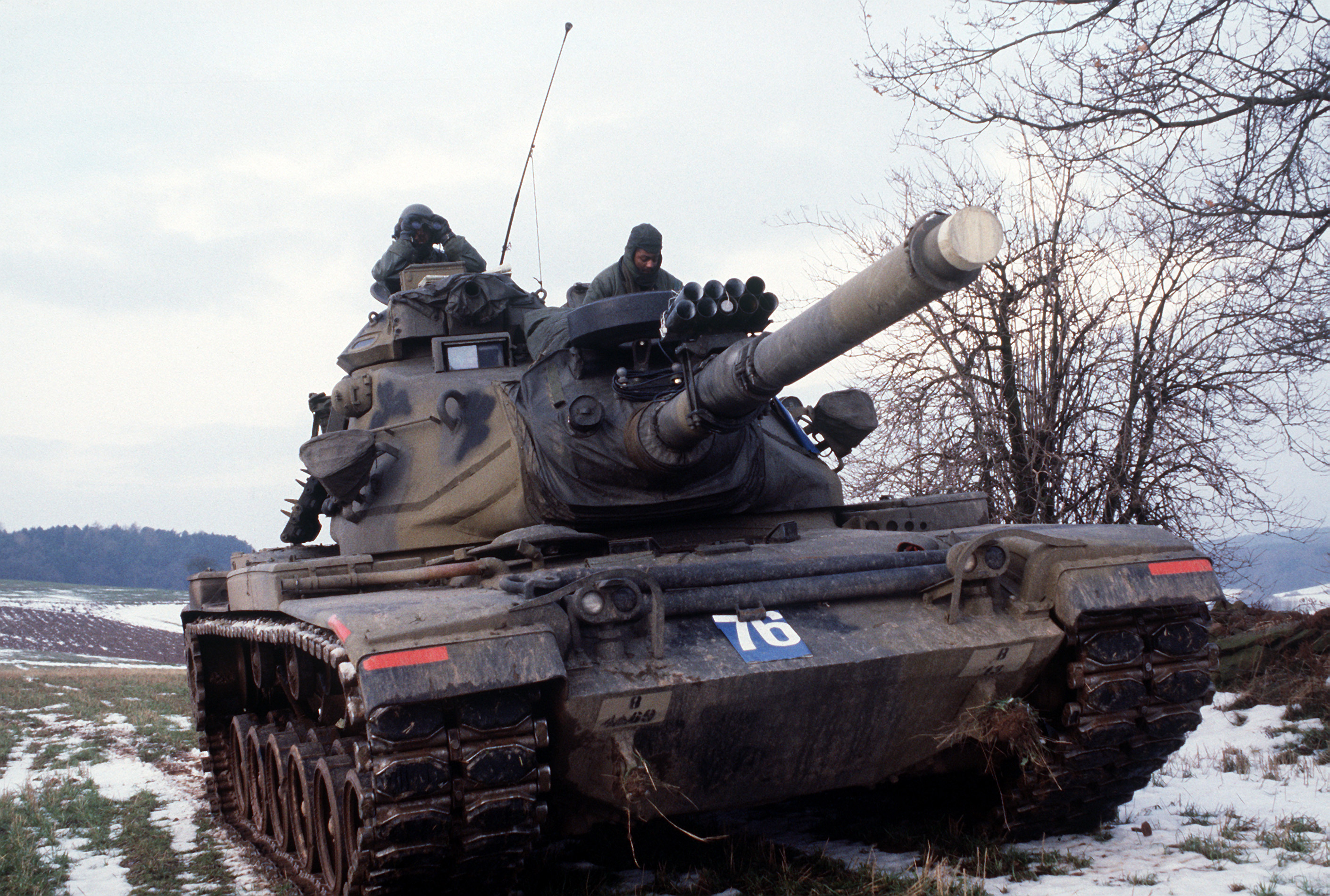
Un M60A3 du 69th Armor Regiment durant Central gardian en 1985.

La 8e division d'infanterie a été affecté en Allemagne de l'Ouest au sein de la 7e armée du 14 décembre 1957 jusqu'à ce qu'elle soit désactivée  le 17 janvier 1992, elle était stationnée à Bad Kreuznach.
- Activée :
- Commandants :
  - Maj. Gen. Frank McConnel (août 1950 - janvier 1951)
  - Maj. Gen. Harry J. Collins (janvier 1951 - février 1952)
  - Maj. Gen. WP Sheppard (février 1952 - janvier 1953)
  - Brig. Gen.  John A. Dabney (janvier 1953 - janvier 1954)
  - Maj. Gen. Riley E. Ennis (janvier 1954 - juin 1954)
  - Gen. Harry J. Collins (juin 1954 - août 1954)
  - Maj. Gen. Thomas L. Harold (août 1954 - septembre 1954)
  - Maj. Gen. Thomas L. Sherburne (septembre 1954 - novembre 1954)
  - Maj. Gen. John G. Vanhouten (novembre 1954 - janvier 1956)
  - Maj. Gen. Thomas M. Watlington (juin 1956 - août 1957)
  - Maj. Gen. Philip F. Lindman (août 1957 - mars 1959)
  - Maj. Gen. Loyd R. Moses (mars 1959 - octobre 1960)
  - Maj. Gen. Edgar C. Doleman (octobre 1960 - octobre 1961)
  - Maj. Gen. Andrew Goodpaster (octobre 1961 - octobre 1962)
  - Maj. Gen. Stanley R. Larsen (novembre 1962 - avril 1964)
  - Maj. Gen. Joseph R. Russ (avril 1964 - avril 1966)
  - Maj. Gen. Patrick F. Cassidy (avril 1966 - juin 1968)
  - Maj. Gen. George L. Mabry, Jr. (juin 1968 - février 1969)
  - Maj. Gen. Elmer H. Almquist (février 1969 - août 1970)
  - Maj. Gen. Donald V. Rattan (août 1970 - mai 1972)
  - Maj. Gen. Frederic E. Davis (mai 1972 - octobre 1973)
  - Maj. Gen. Joseph C. McDonough (octobre 1973 - juillet 1975)
  - Maj. Gen. John R.D. Cleland (juillet 1975 - juin 1977)
  - Maj. Gen. Paul F. Gorman (juin 1977 - mai 1979)
  - Maj. Gen. William J. Livsey (mai 1979 - juin 1981)
  - Maj. Gen. Carl E. Vuono  (juin 1981 - juin 1983)
  - Maj. Gen. Charles W. Dyke (juin 1983 - juin 1985)
  - Maj. Gen. Orren R. Whidon (juin 1985 - juin 1987)
  - Maj. Gen. Calvin AH Waller (juin 1987 - juin 1989)
  - Maj. Gen. David M. Maddox (juillet 1989 - novembre 1990)
  - Maj. Gen. John P. Otjen (novembre 1990 - janvier 1992)

## Source
- (en) Cet article est partiellement ou en totalité issu de l’article de Wikipédia en anglais intitulé « 8th Infantry Division (United States) » (voir la liste des auteurs).